# La mort de Sòcrates
La mort de Sòcrates (en francès: La Mort de Socrate) és una obra del pintor francès Jacques-Louis David realitzada el 1787 amb un marcat estil neoclàssic. La pintura havia estat encarregada a David per Charles-Michel Trudaine de la Sablière
Representa l'escena de la mort del filòsof grec Sòcrates, que va ser condemnat a morir bevent cicuta per expressar idees contràries a les pròpies de la ciutat d'Atenes i per pervertir la joventut.
En la posició central apareix Sòcrates, amb una mà assenyalant el cel en una posició idèntica amb què es representa el seu deixeble Plató en el quadre de Rafael l'Escola d'Atenes. Aquesta postura fa referència a la seva doctrina idealista i la creença en la immortalitat de l'ànima.
Mentrestant, el mateix Plató apareix en els peus del llit trist i reflexiu, apartat de la resta de la composició. Plató hi apareix com un home vell, però quan morí Sòcrates era un home jove i segons els textos ni tan sols va voler assistir a la mort del seu mestre. Per això es pot interpretar el quadre com la mort de Sòcrates tal com l'imagina un ancià Plató.
Es va exposar per primera vegada al Saló de pintura i escultura de París l'any 1787, juntament amb una altra pintura sobre el mateix tema de Pierre Peyron. Actualment, es conserva al Metropolitan Museum of Art de Nova York.

## Descripció
En el quadre, un Sòcrates d'edat avançada va vestit amb una túnica blanca i s'asseu dret sobre un llit, una mà estesa sobre una copa. L'altra mà està gesticulant en l'aire, de manera que mostra Sòcrates ensenyant encara als seus deixebles. Està envoltat dels seus amics de diferents edats, la majoria mostrant angoixa emocional, a diferència del filòsof atenenc, que es manté tranquil. El jove que li dona la copa mira cap a un altre costat, amb la cara a la mà lliure. Critó escolta atentament les paraules del seu professor mentre s'agafa el genoll. Un home gran, Plató, s'asseu al final del llit, enfonsat i mirant-se a la falda. A l'esquerra, es veuen altres homes a través d'un arc situat a la paret de fons. A l'escala del fons, la dona de Sòcrates, Xantipa, de qui ja s'havia acomiadat el seu marit, mira l'escena amb nostàlgia.
David utilitza el color per ressaltar l'emoció en aquest quadre. Els tons de vermell estan més apagats a les vores del quadre i es tornen més vibrants al centre, culminant amb la túnica vermella fosca de l'home que sosté la copa de cicuta, generalment considerada com l'oferiment de la copa a Sòcrates en lloc de rebre-la després que Sòcrates n'hagués begut el verí. Els dos únics homes serens, Sòcrates i Plató, estan vestits d'un blanc blavós contrastant. L'esquema de colors més apagat d'aquesta pintura pot ser una resposta als crítics del Jurament dels Horacis de David, que van qualificar els seus colors de llampants o «cridaners».
David simplifica l'escena eliminant molts personatges descrits originalment als diàlegs de Plató. També va mostrar una certa llicència artística per representar les edats de molts dels alumnes de Sòcrates, inclòs Plató. Sòcrates, encara que és d'edat avançada, és representat com més atractiu i en forma del que seria un home de setanta anys de la seva època en una representació més realista; el seu rostre també està molt més idealitzat que el bust clàssic que s'utilitza habitualment com a retrat de referència de Sòcrates. Plató hauria estat un jove en el moment de la mort de Sòcrates, però en aquest quadre és el vell assegut als peus del llit. David podria haver pensat que la pintura s'instal·lés en la imaginació de Plató, on un Plató gran intenta evocar l'escena en la seva imaginació mentre escriu.
David va signar aquest quadre en dos llocs; va posar la seva signatura completa sota Critó, el jove que s'agafava la cuixa de Sòcrates, i les seves inicials sota Plató. La col·locació de la signatura de David sovint tenia un significat simbòlic; per exemple, a la seva pintura de Stanisław Kostka Potocki, David va signar al collar del gos que està bordant a la mainadera. A La mort de Sòcrates, les seves signatures també tenen un significat. Les seves inicials sota Plató són una referència al fet que la història prové de Plató, un agraïment per la inspiració. La seva signatura més completa sota Critó significa que aquest és el personatge amb qui l'artista s'identifica més. Aquesta pot ser una referència per a la posició de Critó a la composició, agafant la cuixa de Sòcrates. D'aquesta manera, David seria vist com un home que també s'aferra a la moral i als valors que representa Sòcrates.

## Antecedents
Abans de mitjan segle xviii Sòcrates era un tema poc tractat en pintura, i la seva mort encara menys. A finals de la dècada de 1740, però, sobretot sota l'impuls de la crítica i de l'Acadèmia Reial de Pintura i Escultura, va haver-hi una voluntat de fer més moral la pintura d'història, enfront de la lleugeresa dels temes mitològics, com els representava François Boucher per exemple. L'Escola Reial d'Alumnes Protegits també va contribuir a l'aparició de la figura de Sòcrates com a exemple de virtut. El mitjà principal per a les lliçons d'història d'aquesta escola va ser la Història antiga de Charles Rollin, que va donar un gran lloc a la vida de Sòcrates. El text va anar acompanyat de gravats d'Hubert-François Gravelot que van influir en molts pintors posteriors, inclòs David. És en aquest context que la mort de Sòcrates esdevé un tema pictòric. Michel-François Dandré-Bardon va presentar una pintura sobre el tema al Saló de 1753 (pintura desapareguda des d'aleshores) i Charles-Michel-Ange Challe al de 1761. Michel-François Dandré-Bardon va ensenyar història a l'Escola Reial d'Alumnes Protegits des de 1755. El 1762 es va proposar la mort de Sòcrates com a tema de pintura (i la mort de Germànic com a tema d'escultura) en el concurs del Prix de Rome, quan era tradicional triar un tema extret de la Bíblia. Michel-François Dandré-Bardon va ser ell mateix membre del jurat aquell any.
La principal dificultat del tema és que té un caràcter poc dramàtic, fet que dificultava el seu tractament tant al teatre com a la pintura. Denis Diderot havia imaginat notablement en el seu Discurs sobre la poesia dramàtica una obra de teatre sobre Sòcrates, un projecte que no va acabar mai.

### Prix de Roma de 1762
La mort de Sòcrates de Jacques-Philippe-Joseph de Saint-Quentin va guanyar el Prix de Roma el 1762. Jean-Baptiste Alizard rebé el segon premi. Excepcionalment, Jean-François Sané també fou enviat a Roma, fora de concurs. La pintura de Sané es perd, però es coneix gràcies a un gravat. La pintura de Saint-Quentin està clarament influïda pel barroc i intenta donar un aspecte teatral a l'escena accentuant els efectes pintorescs. El d'Alizard, tot i la seva poc traça, s'acosta al «la veritat del vestit» defensat per l'academicisme. El més reeixit dels tres és en realitat el de Sané. Aquest últim s'inspira en el classicisme (Eustache Le Sueur i Nicolas Poussin). El seu principal defecte, però, és que l'escena està molt feblement caracteritzada. Només la copa, amb prou feines visible, permet identificar l'episodi.

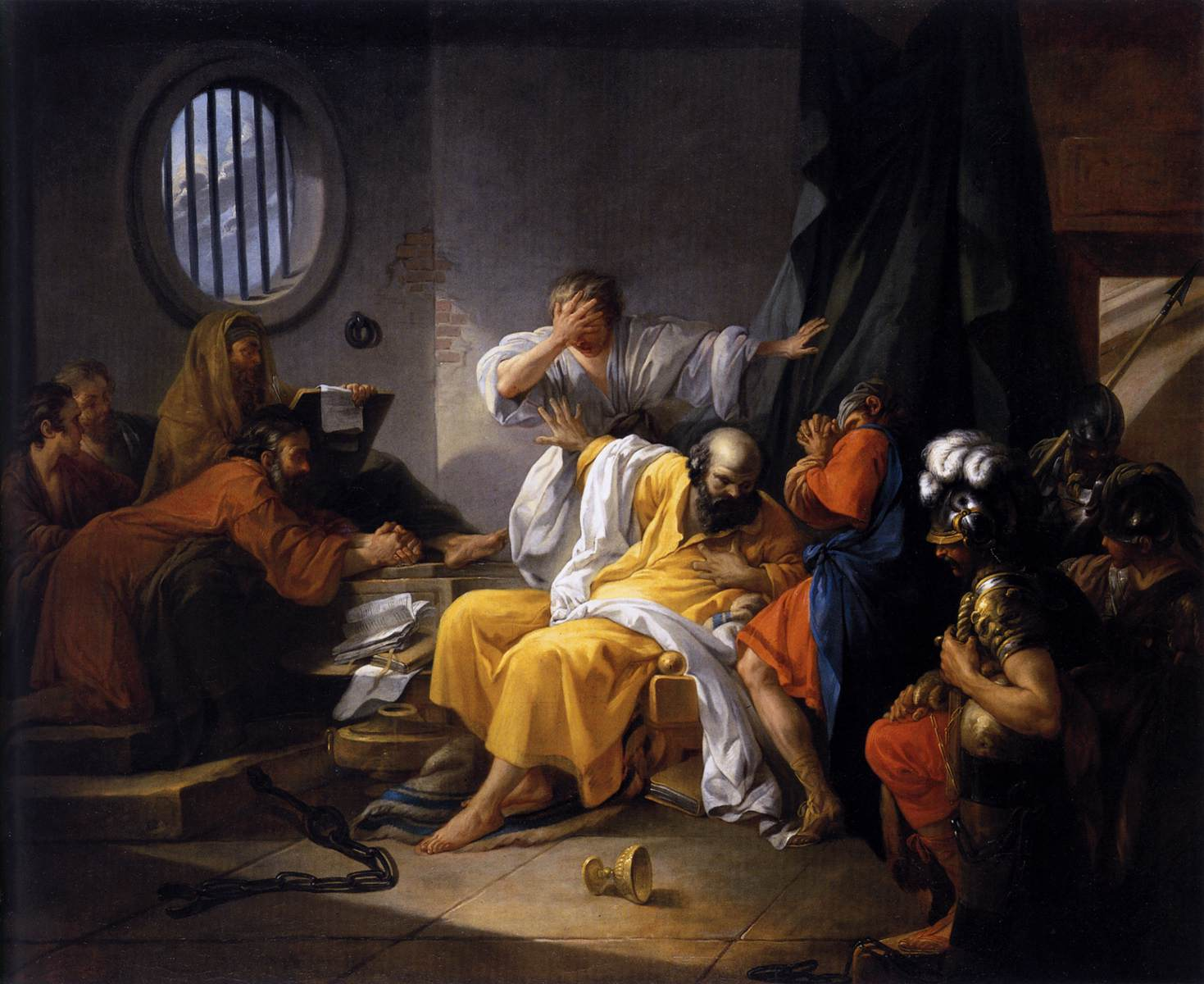
La mort de Sòcrates de Jacques-Philippe-Joseph de Saint-Quentin. 140 x 115 cm Actualment es conserva a l'Escola Nacional de Belles Arts.
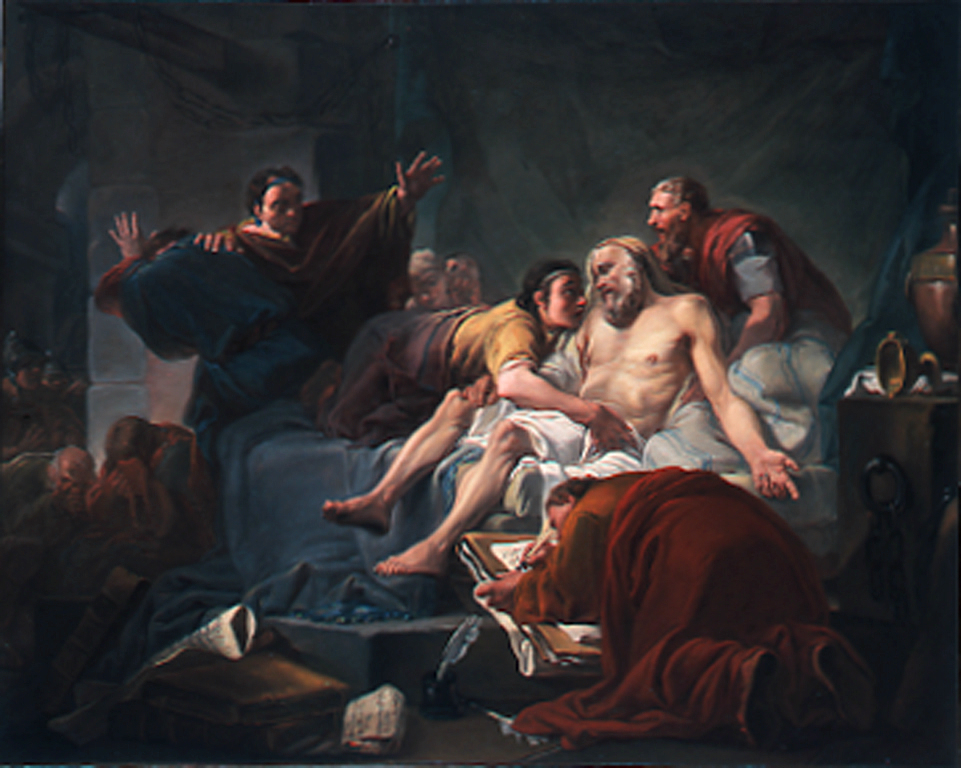
La mort de Sòcrates de Jean-Baptiste Alizard. 133 x 105 cm. Actualment es conserva a l'Escola Nacional de Belles Arts.

## Saló de 1787
David i Pierre Peyron van presentar al Saló de 1787 un llenç titulat La mort de Sòcrates. El de David va ser encarregat per Charles-Michel Trudaine de la Sablière, el de Peyron va ser encarregat pel comte d'Angiviller per a Lluís XVI. A més del Fedó de Plató, Diderot va servir sens dubte com a font d'inspiració per als dos pintors. Mentre que els seus predecessors havien optat per representar Sòcrates morint després d'haver ingerit el verí, David i Peyron innoven en l'elecció del moment. L'escena té lloc en el moment en què Sòcrates acaba el seu discurs i està a punt de prendre la copa.

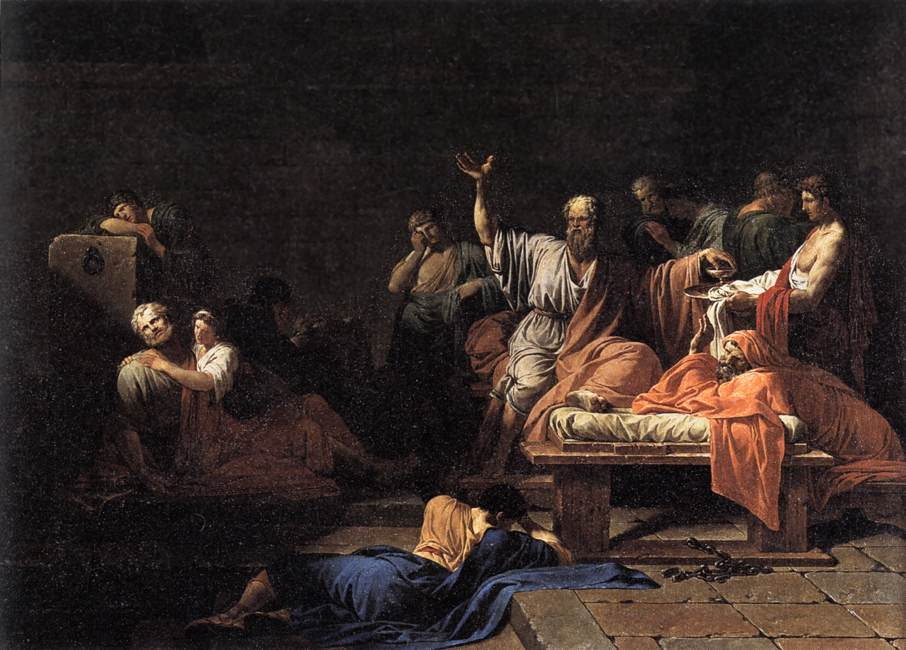
La mort de Sòcrates de Pierre Peyron, 1787. 133,5 × 0,98.
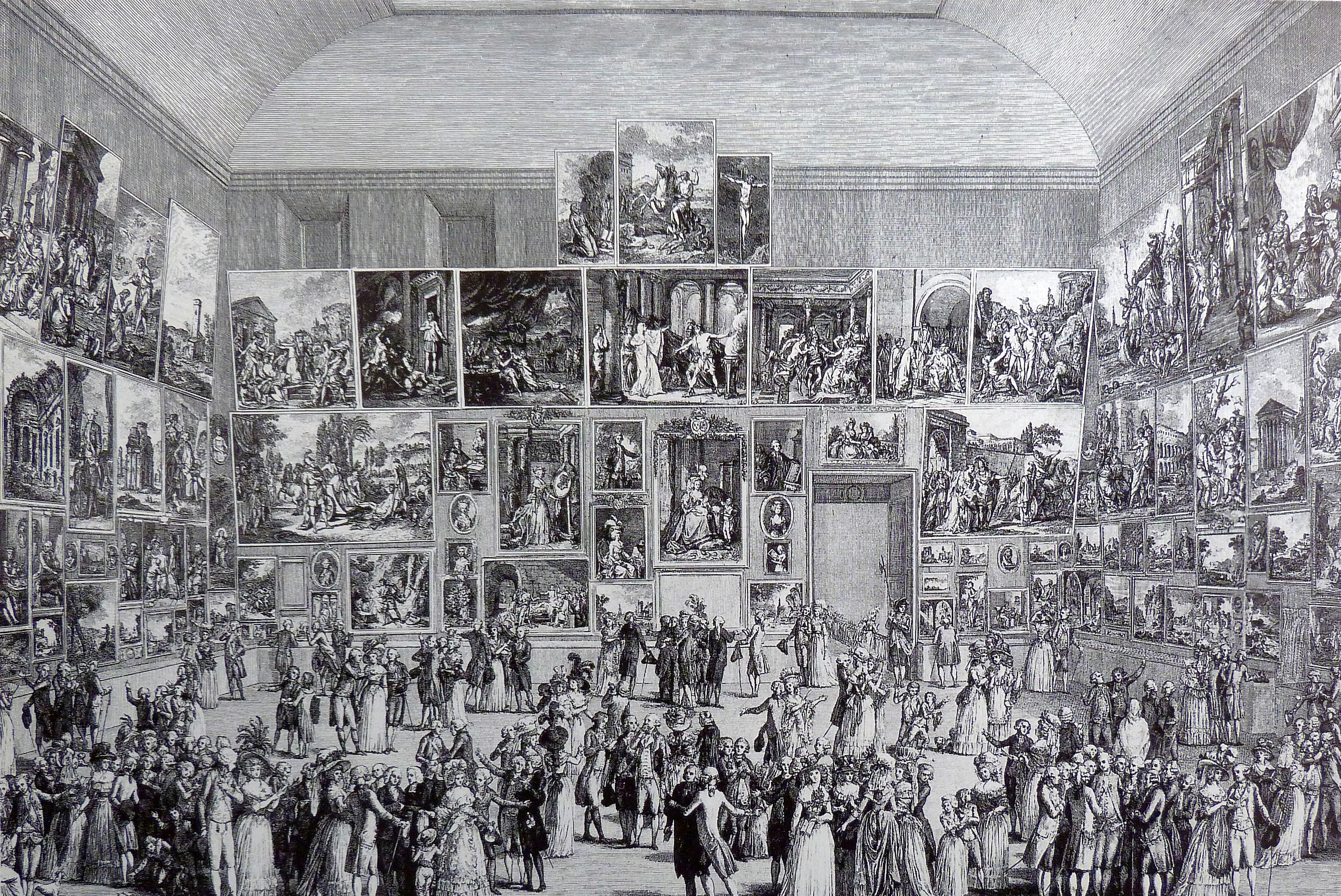
Exposició al Saló de 1787, aiguafort de Pietro Antonio Martini. La pintura de David és visible a la part posterior, a la part baixa, cinquena des de l'esquerra

## Creació i història
En lloc d'un encàrrec reial, David va rebre un encàrrec privat directe per l'obra el 1786 del ric Charles-Michel Trudaine de la Sablière, el fill petit de Philibert Trudaine de Montigny i tenia uns 20 anys aleshores. Trudaine estava intrigat per un drama que Denis Diderot havia considerat escriure però que mai no va completar. Una de les escenes dramàtiques que sí que va incloure l'inacabat de Diderot va ser la seva mort, que va portar a l'encàrrec d'un quadre. L'amic de David en aquell moment, André Chénier, també era membre del cercle de la «societat Trudaine», i sembla que David va seguir els suggeriments de Chénier sobre qüestions com la posada de Sòcrates per aconseguir la copa mentre encara ensenyava. De manera més general, Sòcrates era un tema popular a l'època com a exemple dels valors de l'Il·lustració: un home que es va mantenir la veritat amb una racionalitat i autocontrol admirables.
David havia creat un tractament inicial ja el 1782, i va tornar a aquesta primera composició ara que tenia un encàrrec. Va consultar al pare Jean Adry, hel·lenista i erudit sobre el tema, sobre les circumstàncies de la mort de Sòcrates. Una de les cartes d'Adry ha sobreviscut; va recomanar que Plató es mostrés immòbil (tot i que Plató no hi era realment present), que Critó es mostrés amb més emoció i que Apol·lodor (a l'extrema dreta de la pintura) s'hauria d'omplir visiblement amb emoció.
Va ser durant el primer viatge de David a Roma que va començar a estudiar la representació d'escenes funeràries i a treure molts exemples. Moltes de les obres principals de David provenen d'aquests dibuixos funeraris. A La mort de Sòcrates, David examina l'enfocament d'un filòsof a la mort. Sòcrates és estoic i tranquil perquè veu la mort com un regne separat i real, un estat diferent de l'ésser de la vida però no la fi de l'ésser.  En el quadre, el gest de Sòcrates mostra que encara ensenya, fins i tot en el moment anterior a la seva mort.

## Esbós

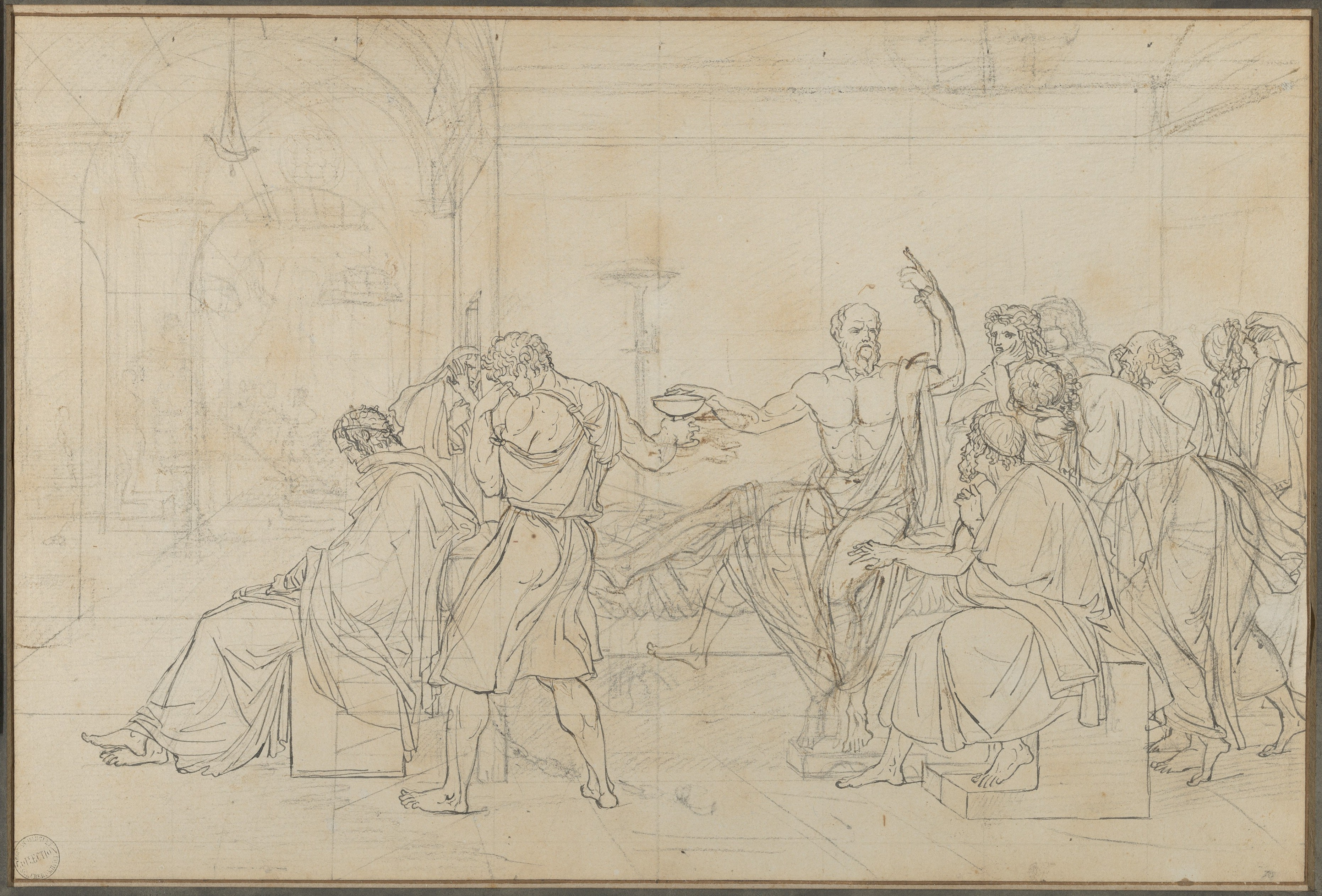
Esbós preparatori de La mort de Sòcrates (ca. 1786). 27.9 × 41.6 cm. Metropolitan Museum of Art.

David va realitzar diversos estudis preparatoris en carbonet, que es poden veure a Baiona, Dijon, Tours i Nova York. Un estudi, d'una col·lecció particular, es va exposar a l'exposició David organitzada a París amb motiu del bicentenari de la Revolució Francesa.
El Metropolitan Museum of Art va comprar un dibuix preparatori el gener de 2013.